# Волден (Колорадо)
Волден (англ. Walden) — місто (англ. town) в США, в окрузі Джексон штату Колорадо. Населення — 606 осіб (2020).

## Географія
Волден розташований за координатами 40°43′54″ пн. ш. 106°16′53″ зх. д. / 40.73167° пн. ш. 106.28139° зх. д. (40.731584, -106.281336).  За даними Бюро перепису населення США в 2010 році місто мало площу 0,87 км², уся площа — суходіл.

### Клімат
Місто знаходиться у зоні, котра характеризується континентальним субарктичним кліматом. Найтепліший місяць — липень із середньою температурою 15.1 °C (59.2 °F). Найхолодніший місяць — січень, із середньою температурою -8.7 °С (16.3 °F).
| Клімат Волдена          | Клімат Волдена | Клімат Волдена | Клімат Волдена | Клімат Волдена | Клімат Волдена | Клімат Волдена | Клімат Волдена | Клімат Волдена | Клімат Волдена | Клімат Волдена | Клімат Волдена | Клімат Волдена | Клімат Волдена |
| Показник                | Січ.           | Лют.           | Бер.           | Квіт.          | Трав.          | Черв.          | Лип.           | Серп.          | Вер.           | Жовт.          | Лист.          | Груд.          | Рік            |
| Абсолютний максимум, °C | 13,3           | 11,7           | 21,1           | 23,3           | 28,9           | 33,3           | 34,4           | 35,6           | 31,7           | 25,6           | 18,9           | 14,4           | 35,6           |
| Середній максимум, °C   | −1,7           | 0              | 3,8            | 9,9            | 16,1           | 21,7           | 25,8           | 24,5           | 20,1           | 13,4           | 4,5            | −0,7           | 11,4           |
| Середня температура, °C | −8,7           | −7,2           | −3,3           | 2              | 7,2            | 12             | 15,1           | 13,9           | 9,6            | 4              | −3             | −7,7           | 2,8            |
| Середній мінімум, °C    | −15,7          | −14,5          | −10,5          | −6             | −1,8           | 2,2            | 4,5            | 3,3            | −0,9           | −5,4           | −10,5          | −14,6          | −5,8           |
| Абсолютний мінімум, °C  | −44,4          | −45            | −36,7          | −30            | −15            | −8,3           | −6,1           | −7,2           | −17,8          | −24,4          | −35,6          | −39,4          | −45            |
| Норма опадів, мм        | 13             | 13             | 18             | 24             | 31             | 28             | 29             | 31             | 28             | 20             | 17             | 14             | 268            |
| Днів з опадами          | 6              | 6              | 7              | 7              | 9              | 7              | 8              | 9              | 7              | 6              | 6              | 6              | 84             |
| Днів зі снігом          | 7,2            | 6,9            | 6,4            | 5,1            | 1,8            | 0,2            | 0              | 0              | 0,8            | 2,8            | 7,7            | 8              | 46,9           |
| ----------------------- | -------------- | -------------- | -------------- | -------------- | -------------- | -------------- | -------------- | -------------- | -------------- | -------------- | -------------- | -------------- | -------------- |
| Джерело: Weatherbase    |                |                |                |                |                |                |                |                |                |                |                |                |                |

## Демографія
Згідно з переписом 2010 року, у місті мешкало 608 осіб у 291 домогосподарстві у складі 163 родин. Густота населення становила 700 осіб/км².  Було 377 помешкань (434/км²).
Расовий склад населення:
| - 91,1 % — білих - 1,3 % — корінних американців - 5,6 % — осіб інших рас |

До двох чи більше рас належало 2,0 %. Частка іспаномовних становила 13,5 % від усіх жителів.
За віковим діапазоном населення розподілялося таким чином: 19,1 % — особи молодші 18 років, 62,3 % — особи у віці 18—64 років, 18,6 % — особи у віці 65 років та старші. Медіана віку мешканця становила 46,0 року. На 100 осіб жіночої статі у місті припадало 109,7 чоловіків;  на 100 жінок у віці від 18 років та старших — 113,9 чоловіків також старших 18 років.
Середній дохід на одне домашнє господарство  становив 46 541 долар США (медіана — 44 276), а середній дохід на одну сім'ю — 51 191 долар (медіана — 46 250). За межею бідності перебувало 13,4 % осіб, у тому числі 17,0 % дітей у віці до 18 років та 8,3 % осіб у віці 65 років та старших.
Цивільне працевлаштоване населення становило 288 осіб. Основні галузі зайнятості: роздрібна торгівля — 19,8 %, будівництво — 14,9 %, мистецтво, розваги та відпочинок — 12,8 %, освіта, охорона здоров'я та соціальна допомога — 10,8 %.